# Xi Cassiopeiae
Xi Cassiopeiae (19 Cassiopeiae) é uma estrela na direção da constelação de Cassiopeia. Possui uma ascensão reta de 00h 42m 03.88s e uma declinação de +50° 30′ 45.1″. Sua magnitude aparente é igual a 4.80. Considerando sua distância de 1109 anos-luz em relação à Terra, sua magnitude absoluta é igual a −2.86. Pertence à classe espectral B2.5V.